# 12227 Penney
12227 Penney è un asteroide della fascia principale. Scoperto nel 1985, presenta un'orbita caratterizzata da un semiasse maggiore pari a 2,2725469 UA e da un'eccentricità di 0,1903492, inclinata di 5,64532° rispetto all'eclittica.